# Oikoumene
Oikoumene — студийный альбом российской группы Theodor Bastard, вышедший 22 февраля 2012 года на собственном лейбле группы Theo Records. В Европе 27 сентября 2013 года альбом был издан немецким лейблом Danse Macabre Records. А месяц спустя был переиздан лейблом «Мирумир» на виниле.
Первый сингл из альбома, «Tapachula», вышел 23 октября 2010 года. Сингл назван в честь местности Tapachula в центральной Америке, на индейском языке науатль «Tapachollan», что означает «Часто затопляемая земля». Это коллекционное издание было оформлено самими музыкантами — основным материалом оформления стали деревянные кругляши, собственноручно напиленные из сухих стволов карельской березы.
9 февраля 2012 года, за неделю до премьеры альбома, в качестве сингла было опубликовано музыкальное видео «Benga».
21 октября 2012 года вышел клип на заглавную песню альбома «Takaya Mija», его сняла режиссёр Яна Истошина. Идея снять этот клип в стиле трайбл фьюжн была подана слушателями. Theodor Bastard прислушались к идее и объявили конкурс на лучшее танцевальное видео на эту песню. Из множества работ был выбран лучший танец в исполнении петербургского трайбл фьюжн коллектива Sirin Tribe.

## История создания
Лидер и композитор группы Александр Старостин (Фёдор Сволочь) был недоволен звучанием предыдущего альбома Белое. Он неоднократно утверждал что пересидел его и перепродюсировал.
Поэтому новый релиз было решено сделать с другим, более живым подходом и при этом ещё дальше уйти от «темной» направленности группы.

Мы подумали — зачем записывать электронный альбом, если мы вживую столько можем? Этнических барабанов у нас уже набралось больше 25, не считая трещоток и тому подобного. Альбом может показаться электронным, но синтезаторов там по минимуму. Это был большой вызов себе. Одно дело — писать дома электронику. Другое — записывать инструменты, которые требуют особого акустического пространства.
— Фёдор Сволочь
Первоначально Фёдор Сволочь собрал черновик альбома в электронном виде, а потом началась долгая и кропотливая работа по замене электроники живым звуком, записанным на студии с музыкантами.

В основном все, что вы слышите на альбоме, — это живой саунд. Процесс записи был таким: изначально были некие чисто электронные семплерные наброски. Дальше моей задачей было исключить их из саунда альбома, заменив электронный звук живыми инструментами.
— Фёдор Сволочь

Скажем, звучит бас-бочка и какие-то электронные шуршалки. Я начинаю перебирать свои перкуссии, спрашиваю у знакомых. Трещоток просто накупил мешок. На слух смотрел, что подходит. Многие инструменты открывали для себя впервые.
— Фёдор Сволочь
Ряд инструментов были собственноручно изготовлены лидером коллектива Фёдором Сволочью из кокосовых орехов, дверных пружин и пустых бутылок.
В музыке альбома используется множество инструментов народов мире: китайская флейта баву, индийский сарод, австралийский диджериду, иранский даф, африканские калимбы, джембе и уду, кубинские конги, бразильские кашиши и многие другие.
В записи приняли участие британская группа Fun-Da-Mental, африканский хор The Mighty Zulu Nation, индийский исполнитель Rampur Rani, французский певец Julien Jacob и другие.
Альбом записывался на студиях «Дом 1000 звуков» и «Добролет» (Санкт-Петербург, Россия), PMA Basement Studios (Хаддерсфилд, Великобритания), Unit 13 (Лондон, Великобритания), Passage A Niveaux (Рен, Франция).
В оформлении альбома Oikoumene использованы картины российского художника Бориса Индрикова.

## Тематика
Название альбома происходит от древнегреческого слова «Ойкумена», что означает «обитаемая земля», так как при создании альбома музыканты черпали вдохновение в истории и мифологии коренных племен разных стран мира, альбом записывался на студиях разных стран и у него интернациональный состав музыкантов.

Если человек не возвращается к этим корням, не слышит этих голосов из лесной чащи, то его одолевает непреодолимая тоска. С новыми песнями мы кажется порвали свой вечный тоскливый сумрак. Близость к природе делает человека счастливым. Об этом наш альбом.
— Яна Вева

У нас треки рождались на уровне картинок, образов, в виде неснятого кино. До того, как прозвучал первый звук этой песни, мы уже знали: есть некое племя. И будет звучать их песня урожая. Они что-то празднуют. Вспоминают горести, когда урожай погибал из-за заморозков. А сейчас все удалось. А начало песни — рассказ шамана: потрескивает костер, постукивает бубен… Визуализация песен нам очень близка. И на уровне образов мы продумывали и музыку: ага, этот звук сюда не подходит, а это помогает формировать картинку.
— Фёдор Сволочь

## Список песен
| №   | Название                                             | Длительность |
| --- | ---------------------------------------------------- | ------------ |
| 1.  | «Takaya Mija»                                        | 5:36         |
| 2.  | «Farias»                                             | 5:26         |
| 3.  | «Gerda»                                              | 5:59         |
| 4.  | «Benga»                                              | 4:45         |
| 5.  | «Sagrabat (Diumgo) feat. Julien Jacob»               | 3:35         |
| 6.  | «Oikoumene»                                          | 7:42         |
| 7.  | «Tapachula»                                          | 7:09         |
| 8.  | «Intifadah»                                          | 5:13         |
| 9.  | «Clean Kron»                                         | 3:26         |
| 10. | «Sol De Morte»                                       | 3:45         |
| 11. | «Anubis»                                             | 4:57         |
| 12. | «Benga (Fun-Da-Mental version) remixed by Aki Nawaz» | 6:43         |

## Участники записи
- Яна Вева — вокал, клавишные, флейта баву, калимба, моринхур, маримба, гуиро
- Фёдор Сволочь — вокал, гитара, бас, маримба, даф, агого, укулеле, кора, дойра, клавишные, кашиши
- Кусас — джембе, конги, янцинь, стальной барабан, квиджада, кабаса, уду, утар, бонго
- Энди Дмитриев — ударные
- Павел Красницкий — ударные, ашико, кашиши, дарбука, бубен
- Тарас Фролов — клавишные, калимба
- Павел Храбров — бас
- Владимир Белов — виолончель
- Дмитрий Горенко — диджериду
- Julien Jacob — вокал
- Ranadhir Ghosh — эсрадж
- Rampur Rani — сарод
- Ник Бойко — говорящий барабан
- Zmitser von Holzman — жалейка, флейта Пана, окарина
- Британская группа Fun-Da-Mental
- Африканский хор The Mighty Zulu Nation
- Звукоинженер: Андрей Калинин
- Сведение: Андрей Алякринский на студии «Добролет»
- Мастеринг: Борис Истомин на «Knob studio»
- Исполнительный продюсер: Алексей Бажин
- Саунд продюсер: Фёдор Сволочь
- Дизайн CD: Дмитрий Андриевский
- Цветные фото в буклете: Анна Рожецкая
- Черно-белые фото в буклете: Вера Серебрякова
- Картины в оформлении: Борис Индриков

## Критики об альбоме
Альбом был высоко оценен критиками.
Екатерина Борисова (Наш Неформат) назвала альбом «во всех отношениях превосходным»: «Ни малейшей нарочитости. Любовно подобранные, извлеченные и сплетенные звуки находятся в абсолютной гармонии. Очень естественно звучит. Здесь собрано, кажется, всё, что может предложить мир слушателю, чуткому к изысканным мелодиям, тонким гармоническим переходам, ритмическому богатству, способному через музыку ощущать насыщенность и многообразие жизни. Это невероятно красивая музыка».
Дмитрий Филиппов (FUZZ) видит, что «в „Ойкумене“ как будто распахиваются разом все окна и двери! Дом, украшенный черными свечами, как выясняется, не висел в пустоте, а стоял на краю огромного мира, освещаемого небесной лазурью и тысячами солнц. Прекрасное дерево, сильное и доброе, мудрое и милосердное, танцующее и поющее».
Андрей Бухарин (Rolling Stone): «Мне уже не раз приходилось отмечать высочайший уровень качества работы этих наших соотечественников», «получился у них идеальный альбом».
Андрей Смирнов (газета «Завтра») назвал альбом «одним из наиболее заметных на русской музыкальной карте».
Радиф Кашапов (Звуки. Ру) отметил, что у Theodor Bastard «получилась хитовая, понятная каждому на подсознательном уровне пластинка».
Дмитрий Прочухан (newsmuz.com) обратил внимание на «огромное число свежих мелодико-гармонических решений» и поставил оценку 8 из 10.